# Daniela Cosío
Daniela de Jesús Cosío (11 de enero de 1986) es una modelo y participante de concursos de belleza mexicana. Empezó a modelar tras participar en el concurso Nuestra Belleza México 2005, quedando suplente.

## Vida y carrera
Fue contratada por Major Model Management em Nueva York y Milán.  Luego apareció en ediciones internacionales de Vogue y Maxim. Como modelo, ha desfilado para diseñadores como Marchesa, Guess?, Baby Phat, Chado Ralph Rucci, Mara Hoffman, Jean Paul Gaultier, Georges Hobeika, Iceberg, Marithé François Girbaud, Vivienne Westwood, Betsey Johnson, y Pamella Roland.  En 2010, Cosio figuró en el comercial de Pantene Shine Satisfaction.
Daniela ha aparecido en anuncios de campaña de Express primavera/verano 2012 y de marcas como Guts&Love. Models.com posicionó a Cosio 25° en su lista de "Money Girls".

## Anuncios
Ha realizado anuncios para Abercrombie & Fitch, Antica Murrina, Aubade, Ava Strahl, Chilly, Clarins, Demetrios International, Eckō Unltd., Timepieces, Express, Express 'Love Express' fragancia, Express 'Loyalty' fragancia, Fiorucci, Goldenpoint, Guess?, Henry Cotton's, L'Oréal, La Senza, Lormar, Marsel, Newport Polarized, Pantene, Penti, Philippe Matignon, Ralph Lauren 'Big Pony' fragancias, Victoria's Secret, Vinni, Yamamay